# Bistum Muyinga
Das Bistum Muyinga (lat.: Dioecesis Muyinganus) ist eine in Burundi gelegene römisch-katholische Diözese mit Sitz in Muyinga.

## Geschichte
Das Bistum Muyinga wurde am 5. September 1968 durch Papst Paul VI. mit der Apostolischen Konstitution Divinum mandatum aus Gebietsabtretungen des Bistums Ngozi errichtet und dem Erzbistum Gitega als Suffraganbistum unterstellt.

## Bischöfe von Muyinga
- Nestor Bihonda, 1968–1977
- Roger Mpungu, 1980–1994
- Jean-Berchmans Nterere, 1994–2001
- Joachim Ntahondereye, seit 2002